# Lucmau
Lucmau é uma comuna francesa na região administrativa da Nova Aquitânia, no departamento da Gironda. Estende-se por uma área de 66,33 km². Em 2010 a comuna tinha 245 habitantes (densidade: 3,7 hab./km²).